# 天主教平凉教区
天主教平涼教區（拉丁語：Dioecesis Pimliamensis）是天主教在中國甘肅省東南部建立的一個教區，所屬於甘肅教省。

## 概況
1950年6月24日，平涼宗座監牧區升格為平涼教區，屬於甘肅教省。教座位於甘肅省的平涼主教座堂。現任教區正權主教為韓紀德，助理主教為李輝。

## 歷史
1930年1月25日，聖座從秦州宗座代牧區中分出平涼宗座監牧區，由西班牙籍嘉布遣會會士負責管理。1946年4月11日，聖座在中國設立聖統制，但平涼宗座監牧區未能夠升格為教區。1948年，平涼宗座監牧區有教堂17座，信徒5,042人。
1949年10月1日，中國共產黨在中國大陸地區建立中華人民共和國，並開始針對天主教進行宗教迫害及打壓。1950年6月24日，平涼宗座監牧區升格為平涼教區，高金鏗成為首任教區正權主教。但高金鏗主教上任不久，便與其他外國傳教士先後被中國政府驅逐出境。
1966年至1979年間中國爆發文化大革命，所有宗教活動停止。直至1980年，才續步恢復宗教活動，且於1987年任命馬驥主教出任多年教座從缺的平涼教區正權主教。
1988年8月14日，馬驥主教發表《我的聲明》公開聲明，宣佈退出中國官方組織中國天主教愛國會。聲明發表後，甘肅省政府曾要求馬主教收回該份聲明，但遭到拒絕。同年，中共中央總書記兼總理趙紫陽決定讓步，讓馬主教可以自由選擇退出愛國會。

## 歷任主教

### 平涼宗座監牧
- 高金鏗神父, O.F.M. Cap.（1930年４月2９日-1950年6月2４日）：西班牙籍[4]

### 平涼主教
- 高金鏗主教, O.F.M. Cap.（1950年6月25日-1975年2月18日）：西班牙籍
- 教座從缺（1975年-1987年）
- 馬驥主教（1987年3月15日-1999年2月11日）[5]
- 韓紀德主教, O.F.M. Cap.（1999年4月16日-至今）[6]
  - 李輝助理主教（2021年7月28日-至今）[7][8][9]